# Идзу-Бонинский жёлоб
И́дзу-Бони́нский жёлоб, также известный как жёлоб Идзу-Огасавара (яп. 伊豆・小笠原海溝) — глубоководный жёлоб в Тихом океане, расположенный вдоль восточного подножия хребта островов Нампо, протянувшегося от острова Хонсю до Бонинских островов. На севере соединяется с Японским жёлобом, на юге отделен от жёлоба Волкано высоким узким гребнем.
Длина жёлоба составляет 1030 км. Узкое, местами плоское дно жёлоба разделено порогами на несколько замкнутых депрессий с глубинами 7000—9000 м. Максимальная глубина жёлоба — 9810 м — была установлена в 1955 году советской экспедицией на судне «Витязь».
В апреле 2023 года учёные университета Западной Австралии и Токийского университета морских наук и технологий объявили об обнаружении морского слизня на дне Идзу-Бонинского жёлоба на глубине 8336 метров. На момент публикации это была самая глубоководная рыба.

## См.также
- Тихоокеанское вулканическое огненное кольцо